# Acanthermia hebes
Acanthermia hebes là một loài bướm đêm trong họ Noctuidae.